# میرزا محسن عماد الفقرا
حاج میرزا محسن فرزند ملاحسنعلی، عماد الفقرا متخلص به حالی (۱۲۸۵ ه. ق اردبیل-۱۳۳۳ ه. ش) از شاعران خوشنویس و صوفی‌مشرب روزگار خویش است که تالیفات بسیاری از وی برجامانده است. وی علاوه بر مقام اجتهاد از مشایخ سلسه ذهبیه بوده است.

## آثار
- بصایر الدرجات (تحریر به سال ۱۳۵۶ ه. ق در اردبیل)
- ترجمه انوار الولایه
- ترجمه عشقیه
- ترجمه فصل الخطاب
- تمییز المشرب
- تصفیه المشرب
- حاشیه بر گلشن راز
- آینه نابینایان
- مثنوی تذکرة السالکین
- رساله گمنام
- مدایح المرتضویه
- مشوف الحقیقه (چاپ تهران- ۱۳۳۷ ه. ش)
- منظومه فصل الخطاب (ترجمه عربی)
- رساله‌ای در تصوف
- آیات الرجعه (چاپ در تهران-۱۳۱۸ شمسی)
- شرح صیغ العقود (چاپ دراردبیل به خط نستعلیق)
- رساله افاضه روحیه
- آینه بیابان
- مثنوی تذکره السالکین
- رساله درتصوف
- ترجمه غررالحکم ودررالحکم به شعر
- قصیده عشقیه

دیوان حالی اردبیلی در سال۱۳۳۳ ه. ش در تهران به چاپ رسید. اکثر کتاب‌های حالی اردبیلی در خانقاه احمدی شیراز نگهداری می‌گردد.

## نمونه‌ای از اشعار
| صبح سعادت دمید، عید ولایت رسید |  | فیض ازل یار شد، نوبت دولت رسید |

| در خم گیسوی یار، بود دلم بی قرار |  | بعد بسی انتظار، مژده راحت رسید |

| درگه رحمت گشود، ظلمت غم را زدود |  | سنبل تر وانمود، لمعه طلعت رسید |

| شعشه نور شه، داد به عالم ضیا |  | آتش آذر فشرد، رشحه خلت رسید |